# Faux-Mazuras
Faux-Mazuras é uma comuna francesa na região administrativa da Nova Aquitânia, no departamento de Creuse. Estende-se por uma área de 19,96 km². Em 2010 a comuna tinha 189 habitantes (densidade: 9,5 hab./km²).